# Лінетт Белл
Лінетт Белл (англ. Lyn Bell; нар. 24 січня 1947) — австралійська плавчиня.
Призерка Олімпійських Ігор 1964 року, учасниця 1968 року.
Переможниця Ігор Співдружності 1962 року, призерка 1966 року.